# Ель-Градо
Ель-Градо (ісп. El Grado, араг. Lo Grau) — муніципалітет в Іспанії, у складі автономної спільноти Арагон, у провінції Уеска. Населення — 506 осіб (2009).
Муніципалітет розташований на відстані близько 380 км на північний схід від Мадрида, 50 км на схід від Уески.
На території муніципалітету розташовані такі населені пункти: (дані про населення за 2009 рік)
- Артасона: 55 осіб
- Коскохуела-де-Фантова: 38 осіб
- Енате: 77 осіб
- Ель-Градо: 314 осіб
- Ель-Тосаль: 9 осіб

## Демографія
Динаміка населення (INE ):

## Галерея зображень

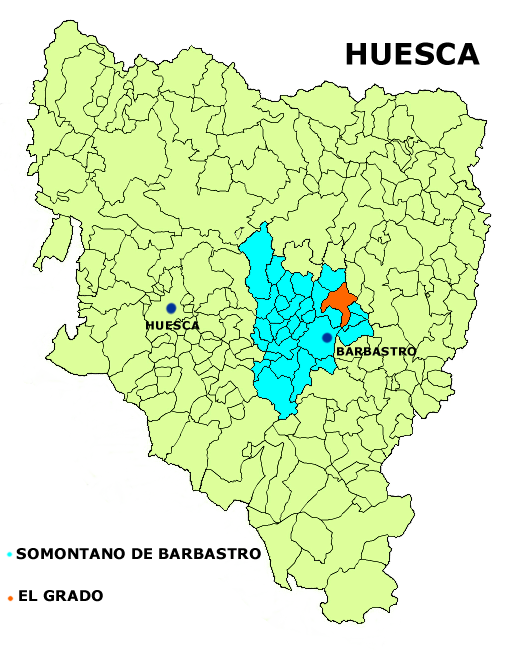
Розташування муніципалітету